# Cephalelus brevipilus
Cephalelus brevipilus är en insektsart som beskrevs av Davies 1988. Cephalelus brevipilus ingår i släktet Cephalelus och familjen dvärgstritar. Inga underarter finns listade i Catalogue of Life.